# Пајн Хил (Њујорк)
Пајн Хил (енгл. Pine Hill) насељено је место без административног статуса у америчкој савезној држави Њујорк.

## Демографија
По попису из 2010. године број становника је 275, што је 33 (-10,7%) становника мање него 2000. године.
| Група             | 2000.       | 2010.       |
| Белци             | 265 (86,0%) | 238 (86,5%) |
| Афроамериканци    | 8 (2,6%)    | 4 (1,5%)    |
| Азијати           | 11 (3,6%)   | 1 (0,4%)    |
| Хиспаноамериканци | 15 (4,9%)   | 26 (9,5%)   |
| Укупно            | 308         | 275         |